# Antonio Serrano (arqueólogo)
Antonio Serrano (Paraná, 7 de marzo de 1899 - Córdoba, 12 de diciembre de 1982) fue un arqueólogo argentino.
Como primer antecedente académico a destacar se puede mencionar su pertenencia a lo que se denominó “La Generación del ´17”. La Asociación Estudiantil Pro-Museo Popular fue un grupo de estudiantes de entre quince y dieciocho años del Colegio de Concepción del Uruguay y de la Escuela Normal de Paraná que impulsó la creación del Museo de su ciudad natal. Como el primer Director del Museo Popular fue uno de los iniciadores de la Reforma Universitaria de Córdoba en 1918. A partir de 1917 comenzó a formar un archivo y biblioteca que 60 años después serán donados a la Biblioteca Provincial.
En Serrano existió una inclinación inicial a las ciencias naturales, pero luego se volcó de lleno a la antropología y a la arqueología (Serrano 2005:13), aunque en la primera no tuvo formación académica alguna. Su primer artículo fue publicado en 1920 en El Diario y se denominó “Notas Arqueológicas. Hallazgo de un paradero indígena en las inmediaciones del Puerto Nuevo”. Sin embargo, su reconocimiento internacional vendría en 1946 cuando fue invitado a participar en el Handbook of South American Indians publicado por la Smithsonian Institution de Washington, bajo la dirección de Julian Steward.
Como influyentes se cuentan el naturalista Ángel Gallardo; Eric Boman, del que aprendió el manejo de las fuentes etnohistóricas; los norteamericanos Cooper y Lothrop, de las corrientes difusionistas y fundamentalmente Joaquín Frenguelli. Serrano egresó como Profesor Normal en Ciencias de la Escuela Normal de Paraná en 1921 y realizó cursos de Historia y Geografía en la Facultad de Ciencias de la Educación de Paraná entre 1922 y 1924, ámbitos netamente positivistas.
El enciclopedismo positivista en que se formó como estudiante, lo llevó a investigar tanto sobre geología como sobre arqueología. Sostenía una concepción unitaria de la ciencia, suponía que los procedimientos metodológicos son los mismos para todas sus ramas, exigiendo sujeción a las reglas del método científico tanto a las ciencias que se ocupan de los fenómenos naturales y físicos como a las que intervengan en la esfera social y humana. Esta asimilación metodológica con las ciencias naturales, redundó en un tratamiento inductivo y descriptivista de los datos culturales que provenía de trasladar mecánicamente una modalidad de trabajo propia de los científicos naturales: observación y descripción. Serrano percibía “lo real” como lo directamente aprehensible a través de los sentidos. La relación con los evolucionistas Frenguelli y Outes han influido sobre él. Desarrolló una visión positivista y evolucionista unilineal: la noción de progreso basada en la cultura material. Durante la década del ´30, su concepción teórica da un giro hacia el historicismo y al difusionismo, este hecho marcó la mayor parte de su obra. Emplea la perspectiva de la etnohistoria y la etnografía para interpretar los restos culturales del pasado: “los datos etnográficos sobre las tribus que habían vivido en la región en los tiempos históricos podían ser usados de una manera bastante directa para explicar los datos arqueológicos sobre la prehistoria” (Hocsman 2001:139). Los datos arqueológicos se interpretaban según el enfoque histórico directo. Junto con la adopción de la postura historicista, se vio influenciado por el difusionismo, la que argumentaba que el cambio era contrario a la naturaleza humana, que los seres humanos resistían a cualquier alteración en su estilo de vida. Esto llevó al desprestigio del concepto de desarrollo independiente. Descreía de la posibilidad de que determinadas invenciones se produjeran varias veces a lo largo de la historia y de la geografía. Recurrió entonces a las teorías difusionistas de Lothrop y de Cooper para explicar el cambio cultural. Sin embargo, no abandonó al evolucionismo por completo. Serrano consideraba plausible ambos mecanismos de cambio cultural: los rasgos de una cultura se adquieren por evolución local de patrimonio originario o por aculturación de elementos venidos de afuera. A partir de la década del ´40 comenzó a focalizar su atención en el arte de las cerámicas ya que a partir de ellas infería rasgos culturales. Agrupaba los objetos cerámicos por tipos que luego comparaba, formulando series, con el fin de obtener cronología. Partía de la afirmación que las distintas formas se podían ordenar de una manera que contaran la historia de la cultura. En los últimos años de su carrera, trabajó en la búsqueda de esquemas generales, donde las unidades de análisis eran las culturas, divididas por regiones y períodos, y definidas a partir de los contextos culturales correspondientes a cada una. Se trata de averiguar la “historia cultural”.[cita requerida]
Según Hocsman, en la actualidad, tanto el evolucionismo como el difusionismo son utilizados en combinación a la hora de interpretar los fenómenos culturales, reflejando de cierta forma la postura de Serrano (2001:147). Esta fue una manera que encontró el arqueólogo de no incurrir en dogmatismos.